# 德林達依鎮區
德林達依鎮區為緬甸德林達依省丹老縣下轄的一個鎮區。2014年人口106,853人，區域面積11,363.0平方公里。該鎮區下分192個村莊。德林达依為該鎮區主要城市和首府。